# Polistomorpha surinamensis
Polistomorpha surinamensis är en stekelart som först beskrevs av John Obadiah Westwood 1839.  Polistomorpha surinamensis ingår i släktet Polistomorpha och familjen Leucospidae. Inga underarter finns listade i Catalogue of Life.